# تشارلز بينتون
تشارلز بينتون (بالإنجليزية: Charles Benton)‏ (8 يناير 1868 - 19 مايو 1918) هو لاعب كريكت بريطاني (وحمل سابقاً جنسية المملكة المتحدة لبريطانيا العظمى وأيرلندا).